# Santa Blanca
Santa Blanca är en ort i Mexiko.   Den ligger i kommunen El Fuerte och delstaten Sinaloa, i den västra delen av landet, 1 200 km nordväst om huvudstaden Mexico City. Santa Blanca ligger 25 meter över havet och antalet invånare är 198.
Terrängen runt Santa Blanca är mycket platt. Runt Santa Blanca är det ganska tätbefolkat, med 72 invånare per kvadratkilometer. Närmaste större samhälle är Los Mochis, 16,3 km sydväst om Santa Blanca. Trakten runt Santa Blanca består till största delen av jordbruksmark.